# 심신 문제

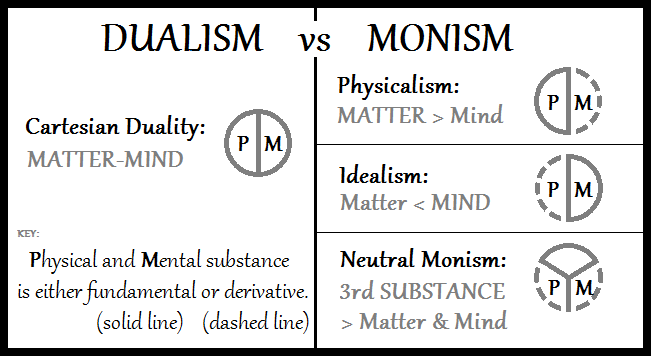

심신 문제(心身問題, mind–body problem)는 인간의 몸과 마음이 서로 어떻게 상호작용하는지에 대한 문제이다.
심신 문제에 관해서는 고대 그리스 이후에 여러 가지 사고방식이 있었다. 원래의 그리스 사상에서는 마음(영혼)은 그림자처럼 엷은 것이라 생각했다. 그런데 북방에서 들어온 디오니소스의 생각으로는 영혼이 독립된 것이라 했다. 이 생각은 피타고라스를 거쳐 플라톤에 이르렀다.
중세에는 신체가 악의 근원이라고 생각했다. 근세에 들어와서 심신문제를 중심 문제로 생각한 사람은 데카르트이다. 그는 정신과 물체는 상호간에 독립한다는 이원론을 수립했다. 자연계는 연장(延長)과 운동으로 보아 완전히 기계적으로 설명되고 사고를 본성으로 삼는 정신과 교섭이 없다. 이 때문에 심신문제의 설명이 곤란해졌다. 스피노자는 이 곤란을 해결하기 위해 심신을 실체의 표리라 생각했는데, 이는 일종의 이면설(二面說)이라고 할 수 있을 것이다.

## 동일론
동일론은 유물론입장에서 마음과 몸은 분리해서 다루지 않는다는 맥락의 마음과 몸이 하나라는 동일시를 전제한다. 이러한 심신일원론인 동일론의 주요한 점은 물질적인 면도 정신적인 면과 동등하다는 것으로 정신적인 문제나 기능의 유무와 상관없이 인간의 존엄성을 그 신체에 부여할 수 있다. 한편 이원론을 취하게 된다면 정신과 육체를 분리해서 생각하려는 시도가 있을수있다.

## 같이 보기
- 유심론